# Asmaa Chaâbi
Pour les articles homonymes, voir Chaâbi.
Asmaa Chaâbi, née le 10 septembre 1962 à Kénitra, est une femme politique marocaine, membre du Parti du progrès et du socialisme (PPS). Elle est chargée des relations internationales de Ynna Holding. Elle devient députée à la Chambre des représentants au nom du Parti authenticité et modernité (PAM) pour la province d'Essaouira à la suite des élections législatives du 7 octobre 2016.

## Biographie
Fille de l'homme d’affaires Miloud Chaâbi et sœur de l'homme politique Faouzi Chaâbi, elle est diplômée de l'École polytechnique de Londres en 1985. La même année, elle intègre le groupe familial Ynna Holding, dont elle devient vice-présidente en 2002. En 1998, elle devient directrice de l'école privée Az-zahraa à Rabat, fondée par son père. Le 17 septembre 2003, elle est élue maire de la ville d'Essaouira, la première femme maire de l'histoire du Maroc. En 2009, elle quitte son poste et crée l'International Women's Forum Maroc (IWF).